# Droga wojewódzka 256
Die Droga wojewódzka 256 (DW 256) ist eine 16 Kilometer lange Droga wojewódzka (Woiwodschaftsstraße) in der polnischen Woiwodschaft Kujawien-Pommern, die Włóki mit Fordon, einem Stadtteil von Bydgoszcz verbindet.

## Streckenverlauf
Woiwodschaft Kujawien-Pommern, Kreisfreie Stadt Bromberg
-  Bydgoszcz (Bromberg) (S 5, S 10, DK 5, DK 10, DK 25, DK 80, DW 223, DW 232, DW 223, DW 274, DW 549)

Woiwodschaft Kujawien-Pommern, Powiat Bydgoski
-  Strzelce Dolne (DW 244)
- Chełmszczonka (Chełmszczanka)
- Trzęsacz
-  Włóki (DK 5, DK 5, DK 56)